# Wincenty Witos
Wincenty Witos (n. 22 ianuarie 1874, Wierzchosławice⁠(d), Powiatul Tarnów, voievodatul Polonia Mică, Polonia – d. 31 octombrie 1945, Cracovia, Polonia) a fost unul din organizatorii și conducătorii Partidului țărănesc Piast (1913-1931). Din iulie 1920 până în septembrie 1921, din mai până în decembrie 1923 și de la 10 până la 15 mai a fost prim-ministrul Poloniei. S-a aflat în opoziție față de regimul sanației, fiind chiar intemnițat (1930). În anii 1931-1935 a fost președintele Consiliului principal al partidului Stronnictwo Ludowe. În toamna anului 1939 a fost arestat de germani; după un an de detenție a fost eliberat și ținut sub supraveghere. În timpul vizitei in Polonia a regelui Ferdinand I Întregitorul W. Witos a avut discuții cu prim-ministrul Romăniei Ion I.C. Brătianu.